# Oberster Politischer Rat

Logo des Obersten Politischen Rates

Der Oberste Politische Rat (OPR; arabisch المجلس السياسي الأعلى, DMG al-Maǧlis as-Siyāsī al-Aʿlā) ist ein weitgehend nicht anerkanntes Exekutivorgan, das von der Huthi-Bewegung und dem Allgemeinen Volkskongress (AVK) gebildet wurde, um den Jemen zu regieren. Der am 28. Juli 2016 gegründete Präsidialrat besteht aus neun Mitgliedern und wurde von Saleh Ali al-Sammad als Präsident bis zu seinem Tod durch einen Drohnenangriff am 19. April 2018 mit Qassem Labozah als Vizepräsident geleitet. Seitdem steht ihm Mahdi al-Maschat vor. Das Territorium, das er regiert, besteht größtenteils aus dem ehemaligen Nordjemen (mit Ausnahme von Ma'rib), der sich 1990 mit dem Südjemen vereinigt hatte.
Der OPR übt die Funktionen des Staatsoberhauptes im Jemen aus und soll die Staatsangelegenheiten des Jemen verwalten, um das politische Vakuum seit dem Beginn des jemenitischen Bürgerkriegs im Jahr 2015 zu füllen. Der Rat zielt darauf ab, eine Grundlage für die Führung des Landes und die Verwaltung der Staatsangelegenheiten auf der Grundlage der bestehenden Verfassung zu skizzieren. Später war die OPR auch verantwortlich für die Bildung einer neuen Regierung unter Führung von Abd al-Aziz bin Habtur, die als Regierung der Nationalen Erlösung (RNE) bekannt ist.
Die Mitglieder wurden am 14. August 2016 vereidigt. Am 15. August übergab das Oberste Revolutionskomitee (ORK) die Macht an den Obersten Politischer Rat. Das OPR wird jedoch nur von wenigen Staaten anerkannt.

## Hintergrund
Nach dem Rücktritt von Präsident Abed Rabbo Mansur Hadi und Premierminister Chalid Bahah wegen der Übernahme des Präsidentenpalastes durch die Huthi-Rebellen im Januar 2015 schlug der Huthi-Führer Abdul-Malik al-Huthi Berichten zufolge einen sechsköpfigen „Übergangspräsidentenrat“ vor, der zu gleichen Teilen aus Nord- und Südlern bestand, obwohl dieser Vorschlag von der Südlichen Bewegung (SB) abgelehnt wurde. Dennoch stellten die Huthis am 1. Februar ein Ultimatum an die politischen Fraktionen im Jemen und warnten davor, dass die „revolutionäre Führung“ der Huthi die formelle Autorität über den Staat übernehmen würde, wenn sie keine Lösung für die aktuelle politische Krise finden würden. Laut Reuters haben sich politische Fraktionen darauf geeinigt, einen Interimspräsidentenrat zu bilden, der das Land bis zu einem Jahr regieren soll. Der frühere Präsident des Südjemen, Ali Nasir Muhammad, wurde ursprünglich als potenzieller Interimsführer in Betracht gezogen, aber Muhammad lehnte den Posten später ab.
Am 6. Februar 2015 übernahmen die Huthis offiziell die Macht in Sanaa, erklärten die Auflösung des Repräsentantenhauses und kündigten an, dass ein „Präsidialrat“ gebildet würde, der den Jemen zwei Jahre lang regieren würde, während ein „Revolutionskomitee“ die Verantwortung übernehmen würde einen neuen Nationalrat mit 551 Mitgliedern zu bilden. Dieser Regierungsplan wurde später von Saleh Ali al-Sammad, dem Leiter des Politbüros von Huthi Ansarullah, bestätigt, als er sagte, dass der Nationalrat einen fünfköpfigen Präsidialrat wählen würde, um das Land zu regieren.

## Aktuelle Mitglieder
Das Außenministerium listet die folgenden Mitglieder des OPR auf (Stand: Februar 2023):
| Rolle        | Name                                |
| ------------ | ----------------------------------- |
| Vorsitzender | Mahdi al-Maschat                    |
| Mitglied     | Sadiq Amin Abu Rass                 |
| Mitglied     | Muhammad al-Huthi                   |
| Mitglied     | Salih Mabchuut an-Nuaimi            |
| Mitglied     | Dschabir Abdullah Ghalib al-Wahbani |
| Mitglied     | Mubarak Salih al-Mischn az-Zaidi    |
| Mitglied     | Sultan Ahmed Abid Rabbu as-Samai    |
| Mitglied     | Chalid Muhammad Said ad-Dini        |
| Mitglied     | Ahmad Ghalib Ar-Rahwi               |

## Regierung der Nationalen Erlösung
Am 2. Oktober 2016 wurde Abd al-Aziz bin Habtur von den Huthis zum Premierminister ernannt. Am 4. Oktober bildete er sein Kabinett. Das Kabinett setzt sich aus Mitgliedern der SB zusammen. Allerdings ist das Kabinett international nicht anerkannt.
Am 28. November 2016 wurde ein neues Kabinett gebildet. Es wird nur von Mitgliedern der AVK und der Ansarullah-Bewegung zusammengestellt.
Der UN-Sonderbeauftragte für den Jemen, Ismail Walad asch-Schaich Ahmad, sagte jedoch, der Schritt sei „ein neues und unnötiges Hindernis. Der Jemen befindet sich an einem kritischen Punkt. Die kürzlich von Ansarullah und dem Allgemeinen Volkskongress ergriffenen Maßnahmen werden die Suche nach einer friedlichen Lösung nur erschweren. Die Parteien müssen die nationalen Interessen des Jemen über engstirnige Ambitionen stellen und unverzüglich Schritte unternehmen, um die politischen Spaltungen zu beenden und die sicherheitspolitischen, humanitären und wirtschaftlichen Herausforderungen des Landes anzugehen.“ Er behauptete weiter, dass eine solche Aktion den Friedensgesprächen schaden könnte.
Am 27. Oktober 2020 wurde der Minister für Jugend und Sport, Hassan Muhammed Zaid, von Unbekannten in der Hauptstadt Sanaa erschossen.
| Amt                                                                    | Amtsinhaber | Start             | Ende             |
| ---------------------------------------------------------------------- | --- | ----------------- | ---------------- |
| Premierminister                                                        | Abd al-Aziz bin Habtur | 4. Oktober 2016   |                  |
| Stellvertretender Premierminister für Sicherheitsangelegenheiten       | Dschalal ar-Rowaischan | 28. November 2016 |                  |
| Stellvertretender Premierminister für die Angelegenheiten des Dienstes | Mahmud Abd al-Qadir adsch-Dschunaid | 1. Januar 2018    |                  |
| Stellvertretender Premierminister für Wirtschaft                       | Hussain Abdullah Mkabuli | 28. November 2016 |                  |
| Innenminister                                                          | Abd al-Hakim Ahmad al-Mawri | 13. Dezember 2017 |                  |
| Minister für Planung und internationale Zusammenarbeit                 | Abd al-Aziz al-Kumaim | Juli 2017         |                  |
| Informationsminister                                                   | Dhaifallah Qasim Salih asch-Schami | 10. November 2018 |                  |
| Außenminister                                                          | Hischam Scharaf | 28. November 2016 |                  |
| Staatsminister für nationale Dialogergebnisse und nationale Aussöhnung | Ahmad Salih adsch-Dschani | 28. November 2016 |                  |
| Minister für Jugend und Sport                                          | Hassan Muhammad Zaid | 28. November 2016 | 27. Oktober 2020 |
| Minister für Rechtsangelegenheiten                                     | Abd Ar-Rahman Ahmad al-Muchtar | 28. November 2016 |                  |
| Bildungsminister                                                       | Yahia al-Huthi | 28. November 2016 |                  |
| Minister für öffentlichen Dienst und Versicherung                      | Talal Aklan | 28. November 2016 |                  |
| Staatsminister für parlamentarische Angelegenheiten und den Schura-Rat | Ali Abdullah Abu Hulayka | 28. November 2016 |                  |
| Verteidigungsminister                                                  | Muhammad al-Atifi | 28. November 2016 |                  |
| Minister für Industrie und Handel                                      | Abdu Muhammad Bischr | 28. November 2016 |                  |
| Minister für Fischerei                                                 | Muhammad Muhammad au-Zubayri | 28. November 2016 |                  |
| Justizminister                                                         | Ahmad Abdullah Akabat | 28. November 2016 |                  |
| Minister für Hochschulbildung und wissenschaftliche Forschung          | Hussain Ali Hazib | 28. November 2016 |                  |
| Minister für Soziales und Arbeit                                       | Faiqa as-Sayed Ba'alawy | 28. November 2016 |                  |
| Minister für Tourismus                                                 | Nassir Mahfuuz Badschazkuz | 28. November 2016 |                  |
| Minister für öffentliche Arbeiten und Autobahnen                       | Ghalib Abdullah Mutlaq | 28. November 2016 |                  |
| Minister für Wasser und Umwelt                                         | Nabil Abdullah al-Wazair | 28. November 2016 |                  |
| Minister für Erdöl und Mineralien                                      | Ahmad Abdullah Nadschi Dars | 1. Januar 2018    |                  |
| Minister für Elektrizität und Energie                                  | Lutf Ali adsch-Dscharmuzi | 28. November 2016 |                  |
| Minister für lokale Verwaltung                                         | Ali bin Ali al-Kays | 28. November 2016 |                  |
| Minister für religiöse Stiftungen und Führung                          | Scharaf Ali al-Kulaisi | 28. November 2016 |                  |
| Minister für Expatriate-Angelegenheiten                                | Muhammad Said al-Maschdschari | 28. November 2016 |                  |
| Finanzminister                                                         | Salih Ahmad Scha'aban | 28. November 2016 |                  |
| Minister für Kommunikation und Informationstechnologie                 | Musfir Abdullah Salih an-Numair | 16. Dezember 2017 |                  |
| Minister für Landwirtschaft und Bewässerung                            | Ghazi Ahmad Muhsin | 28. November 2016 |                  |
| Minister für technische Bildung und berufliche Bildung                 | Muhsin Ali an-Nakib | 28. November 2016 |                  |
| Minister für Kultur                                                    | Abdullah Ahmad al-Kibsy | 28. November 2016 |                  |
| Verkehrsminister                                                       | Zakaria Yahya asch-Schhami | 28. November 2016 |                  |
| Minister für Menschenrechte                                            | Alia Faisal Abd al-Latif asch-Schaba | 28. November 2016 |                  |
| Staatsminister                                                         | Faris Mana'a Nabih Muhsin Abu Naschtan Radhiyah Muhammad Abdullah Ubayd Salim bin Dhabia Hamid Awadh al-Mizdschadschi Abd al-Aziz Ahmad al-Bakir | 28. November 2016 |                  |

## Diplomatische Beziehungen zu anderen Staaten
Die RNE unterhält diplomatische Beziehungen zu nur wenigen Ländern, insbesondere Iran und Syrien. Darüber hinaus unterhält die Regierung diplomatische Kontakte zu Abchasien, Nordkorea und Russland. 2015 berichtete das Wall Street Journal, die Regierung werde Kontakte zu China, Iran und Russland suchen. 2016 hatte ein Regierungsbeamter der RNE mehrere nordkoreanische Diplomaten nach Damaskus eingeladen. Im selben Jahr besuchte eine Delegation der RNE Russland und traf den stellvertretenden Außenminister Russlands. 2017 traf sich Außenminister Hischam Scharaf Abdullah mit den Geschäftsträgern der russischen und der syrischen Botschaft in Sanaa. Im August 2019 ernannte die RNE einen Botschafter in Teheran. Anfang 2020 berichtete die Nachrichtenagentur Saba, Hischam Scharaf Abdullah habe China als „freundliche Regierung“ bezeichnet. Im Oktober 2020 ernannte der Iran einen Botschafter in Sanaa. Zwei Monate später sanktionierten die Vereinigten Staaten den iranischen Botschafter in Sanaa. Im August 2020 ernannte die RNE einen Botschafter in Damaskus. Im März 2021 traf sich der von der RNE ernannte Botschafter in Damaskus mit dem abchasischen Botschafter in Syrien.
Der Präsident, der Parlamentssprecher und der Außenminister der RNE haben zahlreiche diplomatische Anmerkungen an eine Vielzahl von Ländern gesandt, darunter Algerien, Bahamas, Komoren, Kiribati, Malawi, Malta, Mongolei, Montenegro, Slowenien, Südsudan und Venezuela.